# صدف‌های چروک باله‌دار
صدف‌های چروک باله‌دار (نام علمی: Pteria) نام یک سرده از تیره نرم‌تنان بالدار است.